# Epsilon Piscis Austrini
Epsilon Piscis Austrini (18 Piscis Austrini) é uma estrela na direção da constelação de Piscis Austrinus. Possui uma ascensão reta de 22h 40m 39.33s e uma declinação de −27° 02′ 37.0″. Sua magnitude aparente é igual a 4.18. Considerando sua distância de 744 anos-luz em relação à Terra, sua magnitude absoluta é igual a −2.61. Pertence à classe espectral B8V.